# Hyacinthella venusta
Hyacinthella venusta är en sparrisväxtart som beskrevs av Karin Persson. Hyacinthella venusta ingår i släktet Hyacinthella och familjen sparrisväxter.
Artens utbredningsområde är Turkiet. Inga underarter finns listade i Catalogue of Life.

## Bilder

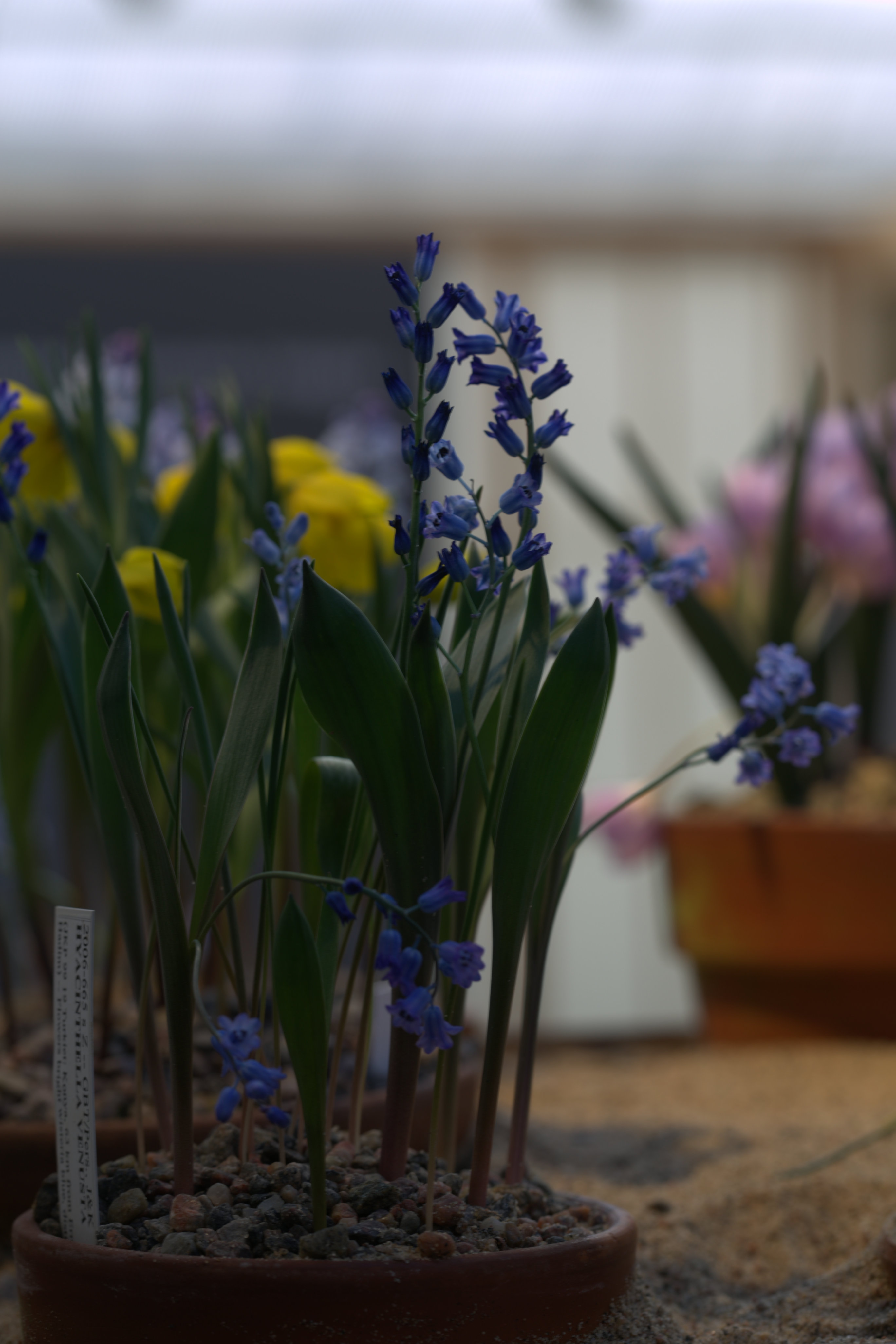